# Dipartimento di Dodjé
Il dipartimento di Dodjé è un dipartimento del Ciad facente parte della provincia del Logone Occidentale. Il capoluogo è Beïnamar.

## Comuni
Il dipartimento comprende i seguenti comuni:
- Beïnamar
- Beissa
- Laoukassy
- Tapol